# Clintonville (Pensilvânia)
Clintonville é um distrito localizado no estado norte-americano de Pensilvânia, no Condado de Venango.

## Demografia
Segundo o censo norte-americano de 2000, a sua população era de 528 habitantes.
Em 2006, foi estimada uma população de 499, um decréscimo de 29 (-5.5%).

## Geografia
De acordo com o United States Census Bureau tem uma área de
3,0 km², dos quais 3,0 km² cobertos por terra e 0,0 km² cobertos por água.

## Localidades na vizinhança
O diagrama seguinte representa as localidades num raio de 16 km ao redor de Clintonville.